# 小英同學會
小英同學會，是2012年中華民國總統選舉中，民主進步黨提名總統候選人蔡英文的官方青年後援會、「選戰青年軍」，由30歲以下青年組成。